# Androcorys pusillus
Androcorys pusillus là một loài thực vật có hoa trong họ Lan. Loài này được (Ohwi & Fukuy.) Masam. mô tả khoa học đầu tiên năm 1963.